# Napomyza ranunculella
Napomyza ranunculella är en tvåvingeart som beskrevs av Spencer 1974. Napomyza ranunculella ingår i släktet Napomyza och familjen minerarflugor.
Artens utbredningsområde är Israel. Inga underarter finns listade i Catalogue of Life.